# Кокуй (Абатський район)
Коку́й (рос. Кокуй) — присілок у складі Абатського району Тюменської області, Росія.
Населення — 135 осіб (2010, 168 у 2002).
Національний склад станом на 2002 рік:
- росіяни — 100 %